# تور نيلسن
تور نيلسن (بالنرويجية البوكمول: Tore Nilsen)‏ هو لاعب كرة قدم نرويجي في مركز الوسط، ولد في 28 أكتوبر 1933 في فريدريكستاد في النرويج، وتوفي بنفس المكان في 13 مايو 2018. شارك مع منتخب النرويج لكرة القدم. أما مع النوادي، فقد لعب مع نادي فريدريكستاد.

## وصلات خارجية
- تور نيلسن على موقع اتحاد النرويج (النرويجية)
- تور نيلسن على موقع قاعدة بيانات كرة القدم.إي يو (الإنجليزية)